# Ільїн Володимир Олексійович
Володимир Олексійович Іллін (1871 — ?) — член Державної думи I скликання від Херсонської губернії .

## Біографія

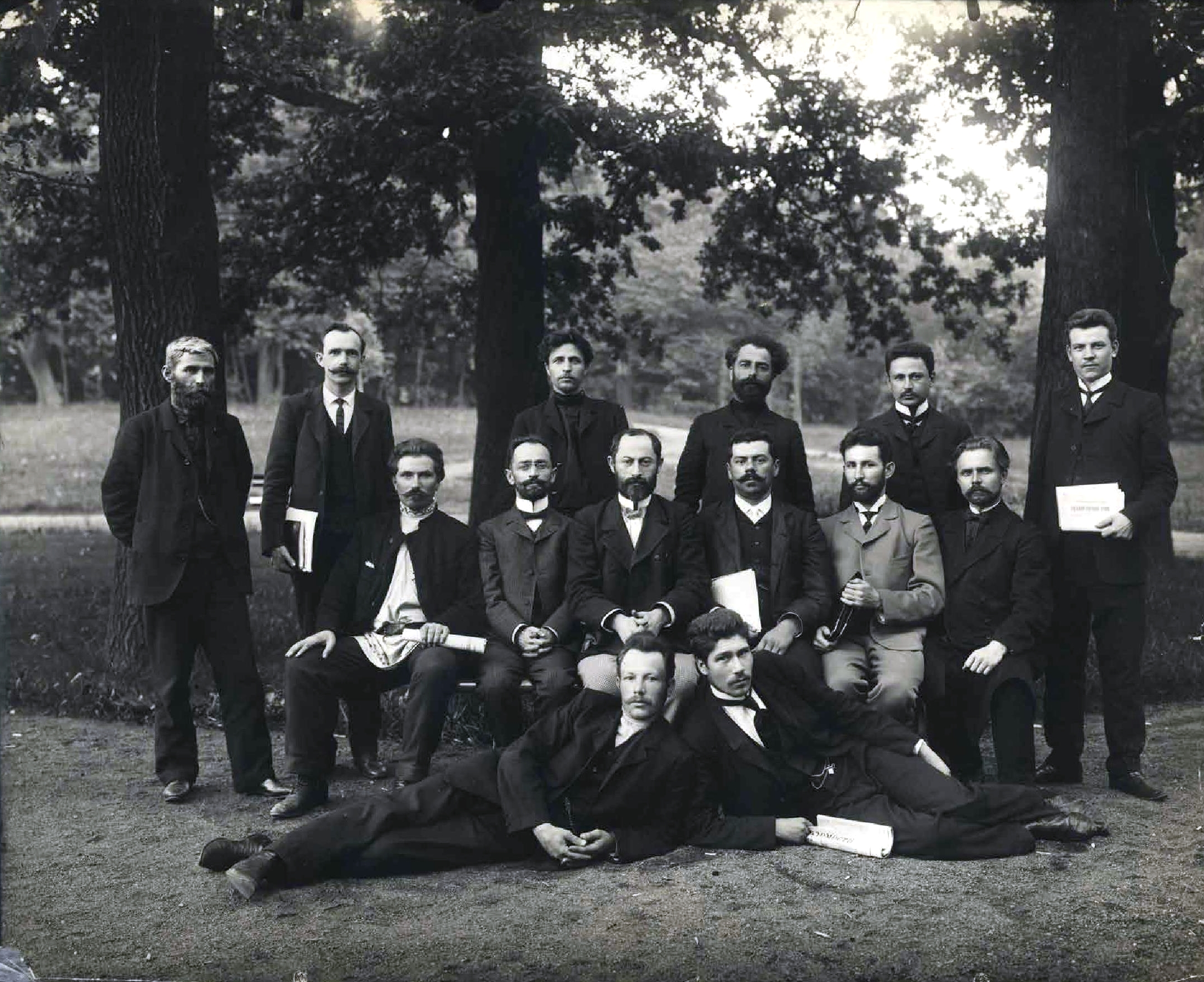
Соціал-демократична фракція I Державної думи. Стоять: І. І. Рамішвілі, І.Ф. Савельєв, З. І. Вировий, С.Н. Церетелі, І. Г. Гомартелі, А.І. Смирнов ; сидять: М.І. Михайличенко, С. Д. Джапарідзе, Н. Н. Жорданія, В.О. Ільїн, П. А. Єршов, І.Є. Шувалов ; лежать: В.Н. Чурюков, І. І. Антонов

Походив із сім'ї православного священика.
Закінчив духовне училище у Варшаві, півтора роки навчався у духовній семінарії. Працював токарем із заліза в миколаївських залізничних майстернях та на Чорноморському суднобудівному заводі. Організував у Миколаєві гуртки та профспілки робітників і був у них "скарбником". На погляди — позапартійний соціаліст.
У 1906 був обраний членом I Державної думи від Херсонської губернії. Входив до соціал-демократичної фракції. Підписав законопроект «33-х» з аграрного питання та звернення 14 робочих депутатів до всіх робітників Росії.
Доля після розпуску Думи невідома.